# Szylmiaszewo
Szylmiaszewo (ros. Шильмяшево) – wieś w Rosji, w rejonie grazowieckim obwodu wołogodzkiego. W 2002 liczyła 10 mieszkańców, z kolei w 2010 populacja miejscowości wynosiła 7 osób.